# Liste von Frauenchorwerken
In dieser Liste werden Musikwerke für Frauenchor aufgelistet.

## A cappella
- Fanny Hensel – Fünf Terzette
- Giuseppe Verdi – Laudi alla Vergine Maria
- Nikolai Rimski-Korsakow – Fughetta und Variationen, op. 14
- Gustav Holst – Ave Maria
- Bohuslav Martinů – Tschechische Reimsprüche
- Ernst Krenek – Holiday motets; Three madrigals; Five prayers
- Francis Poulenc – Petites voix; Ave verum corpus
- György Ligeti – In der Fremde; Lieder aus Matraszentimrei
- Jacques Ibert – La berceuse du petit zébu
- Giacinto Scelsi – Yliam
- Arvo Pärt – Peace upon you, Jerusalem; Zwei Beter
- Rudolf Kelterborn – Triptychon
- Dieter Schnebel – Amazones

## Mit Solo-Instrument
Klavier
- Franz Schubert – Der 23. Psalm
- Claude Debussy – Salut printemps
- Jules Massenet – Poème des fleurs
- Léo Delibes – Nymphes des bois; Les norvégiennes
- Hans Huber – Neun Frauenchöre, op. 88
- Gustav Holst – A dream of Christmas
- Sergej Rachmaninow – Sechs Chöre op. 15
- Alexander Glasunow – Festkantate op. 63 (achthändig)
- Pablo Casals – Nigra sum

Orgel
- Charles Gounod – Noël (chant des religieuses); Messe Nr. 4
- Gabriel Fauré – Ave verum; Tantum ergo; Messe basse
- Franz Liszt – Der 137. Psalm; O salutaris hostia
- Josef Rheinberger – Messe op. 126; Messe op. 187
- Benjamin Britten – Missa brevis
- Józef Świder – Missa Angelica

Harfe
- Benjamin Britten – A ceremony of carols
- Gustav Holst – Two Eastern Pictures

Violine
- Bohuslav Martinů – Three sacred songs

## Mit Ensemble
- Michael Haydn – Laudate pueri (2 Violinen)
- Johannes Brahms – Gesänge, op. 17 (Harfe, 2 Hörner)
- Hans Huber – Sechs Gesänge (Klavier, Flöte, Horn, Bratsche)
- Eric Whitacre – She weeps over Rahoon (Klavier, Englischhorn)

## Mit Orchester
- Alessandro Scarlatti – Stabat mater
- Giovanni Battista Pergolesi – Stabat mater
- Michael Haydn – Deutsches Miserere; Anima nostra; Missa Sancti Leopoldi; Missa Sancti Aloysii
- Robert Schumann – Adventslied, op. 71
- Johannes Brahms – Der 13. Psalm, op. 27
- Ferdinand Hiller – Naenia Heloisae
- Franz Liszt – Dante-Sinfonie
- Gabriel Fauré – Le ruisseau; Caligula op. 52
- Camille Saint-Saëns – La nuit, op. 114
- Giacomo Puccini – Te Deum a 3; Messa a 3
- Max Bruch – Die Flucht nach Egypten; Die Morgenstunde; Frithjof auf seines Vaters Grabhügel, op. 27
- Peter Cornelius – Messe d-Moll
- Gustav Mahler – 3. Sinfonie (5. Satz)
- Claude Debussy – Nocturnes; La damoiselle elue
- César Cui – Chorus Mysticus, op. 6
- Nikolai Rimski-Korsakow – Aus Homer; Libellen op. 53
- Gustav Holst – Die Planeten (Neptun)
- Ralph Vaughan Williams – 7. Sinfonie
- Jean Sibelius – Impromptu, op. 19
- Paul Hindemith – Song of music
- Arthur Honegger – Cantique de Pâques
- Heitor Villa-Lobos – Quatuor
- Heinrich Sutermeister – Zwei Radioballaden
- Werner Wehrli – Allerseele op. 30; Wallfahrt op. 52
- Olivier Messiaen – Trois petites liturgies
- Pierre Boulez – Le visage nuptial